# Racovița, Vâlcea
Racovița este satul de reședință al comunei cu același nume din județul Vâlcea, Muntenia, România.